# Gabry Ponte
Pour les articles homonymes, voir Ponte.
 (juin 2015).
Si vous disposez d'ouvrages ou d'articles de référence ou si vous connaissez des sites web de qualité traitant du thème abordé ici, merci de compléter l'article en donnant les références utiles à sa vérifiabilité et en les liant à la section « Notes et références ».
Gabriele Ponte (prononciation en italien : [ɡabriˈɛːle ˈponte]), dit Gabry Ponte, né le 20 avril 1973 à Turin, au Piémont, est un DJ et producteur italien. Au fil de sa carrière, il travaille sur différents projets dans la musique dance comme DaBlitz, et Eiffel 65, dans lequel il est le disc jockey, et avec qui il connaitra son plus grand succès.
Il représente Saint-Marin au Concours Eurovision de la chanson 2025 avec le titre Tutta L'Italia.

## Biographie

### Débuts et Eiffel 65
Gabry Ponte est un passionné d'arts martiaux - il pratique l'aïkido - et a une deuxième passion : la musique. Il commence sa carrière musicale à l'âge de 17 ans dans le disco, et de disc jockey dans les discothèques de Turin.
Gabry Ponte rejoint le studio musical de Blisscorporation, dans lequel il travaille sur plus d'une centaine de projets différents. Avec deux autres membres du studio, Jeffrey Jey et Maury, ils formeront Eiffel 65, un groupe de catégorie international qui recense plus de 17 millions d'albums vendus dans le monde en date de 2014, et dans lequel il sera le disc jockey. La carrière du groupe commence avec le single Blue (Da Ba Dee) qui atteint la première place (avec deux millions de disques vendus) des classements musicaux italiens, puis européens et américains. Le titre sera suivi par Move your Body qui connaîtra le même succès mondial. Le premier album, Europop sortira au même moment et deviendra très vite triple disque de platine. À ce moment, les Eiffel 65 deviennent de véritables stars mondiales, et en seront récompensés en fin d'année 2000 dans la catégorie de « meilleure vente mondiale ». Cette même année, leurs singles peuvent être entendus toutes les 250 secondes en radio, un record[réf. nécessaire].
Le groupe sort son deuxième album, Contact, Quatre singles sont extraits de cet album : One Goal (musique officielle de L'Euro 2000), Back in Time, Lucky in My Life qui deviendra un des tubes de l'été en Italie et 80's Stars en duo avec Franco Battiato un chanteur italien.

### Eiffel65et divers titres (2000 - 2020)
À côté de l'activité avec le groupe, il poursuit depuis 2002 une carrière personnelle, avec deux albums à son actif : Gabry Ponte (2002) et Dottore Jekkyl e Mister DJ (2004), auxquels il faut ajouter quelques singles comme Time to Rock, Geordie, Depends on You, entre autres. Avec son groupe, il sort le single Cosa Resterá (In a Song) (chanté en italien et anglais) qui terminera premier des hits italiens
Les Eiffel 65 sortent un troisième album nommé Eiffel65, plus orienté pop et chanté en italien. Cet album contient quatre singles (Cosa Restera, Quelli Che non Hanno Eta, Una Notte e Forse Mai Più et Vogglia di Dance All Night) qui termineront à la première place des hits dance italiens, ce qui leur vaudra d'être nommés au Festival de Sanremo, où ils sont les seuls artistes dance à avoir participé à cet évènement. L'album connait un tel succès que la chaine TV Italia consacrera une émission spéciale Eiffel 65. Une version internationale en anglais sort en 2004. 
En 2005 ne pouvant assurer de front sa carrière solo et sa participation au groupe Eiffel 65, il quitte le groupe. En date de 2014, ils restent en excellents termes et se considèrent comme des frères. Il sort la compilation DJ Set, une sélection des titres passés dans son émission Alla Discoteca sur Radio DeeJay. 
Dans le même temps, il lance le Gabry Ponte DJV Show, un spectacle utilisant les capacités du DVD pour mixer le son et l'image, où il passe les titres dance et house du moment dont ses compositions dans les discothèques de l'est et du sud de l'Europe. À cette occasion, son site s'enrichit d'une section vidéo reprenant les moments forts de ses prestations et des scènes du « backstage. »
En 2006, Ponte lance La liberta, un titre qui mêle la tradition de l'opéra italien aux rythmes groovy de la dance. La chanson a été écrite par Gabry Ponte et le musicien Claudio Fiorentino, autre membre de la Blissco et chantée par le jeune ténor Simone. En novembre, Gabry Ponte se lance sur la radio M2o dans l'émission Tribe consacrée aux musiques dance et trance où les auditeurs peuvent découvrir ses nouveaux titres. 
Le 14 novembre, le clip de U.N.D.E.R.G.O.U.N.D, tourné à Turin sort sur YouTube. Deux jours plus tard, il est 26e du classement des vidéos musicales.
En juin 2010, le groupe annonce son grand retour et Gabry en fait partie.
En 2012, il sort Beat on My Drum avec la chanteuse Sophia Del Carmen et le rappeur Pitbull.

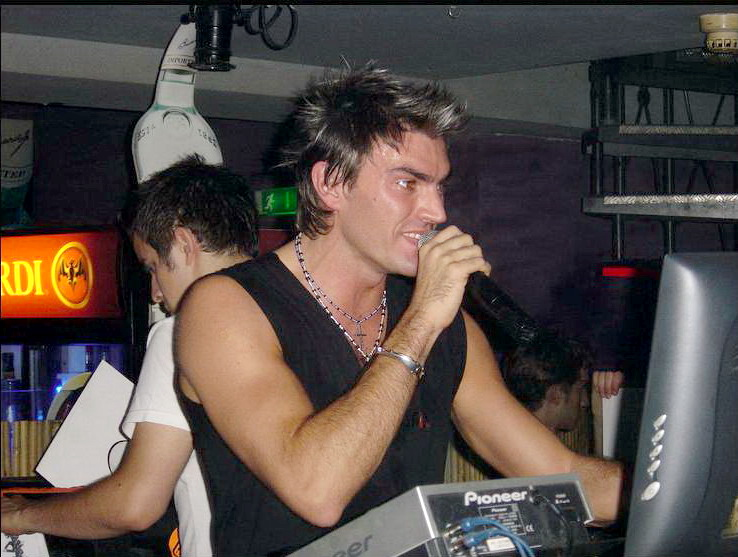
Gabry Ponte, lors d'une soirée d'Eiffel 65.

Le 7 janvier 2013 il sort Dragostea Din Tei 2K13, un morceau réalisé avec la collaboration de Haiducii (en) et Gianfranco Randone, reprenant, dix ans après la sortie de la chanson, une partie des paroles de cette chanson de O-Zone Dragostea Din Tei, mis en vogue par le chanteur roumain en 2004. Toujours en 2013 il est choisi comme juge de la soirée de la douzième édition d'Amici di Maria De Filippi sur Canale 5.
Le 7 mai de la même année, Ponte publie une double compilation intitulée Gabry Ponte Selection, composée de deux CD ; le premier est une sélection de quelques chansons extraites d'un de ses DJ sets, tandis que le second est un recueil de ses plus belles chansons, de Blue (Da Ba Dee) avec Eiffel 65 à La danse des sorcières, Geordie, Time to rock et bien d'autres. 
Le 12 avril, il publie une de ses performances sur YouTube dans laquelle il mixe 25 chansons en 3 minutes, connaissant un nouveau succès.
Le 15 mai de la même année, il sort le titre Sexy Swag, en collaboration avec Shaggy. En juin, un nouveau remix de lui, celui de I Will Survive de Gloria Gaynor, apparaît dans une publicité Hyundai. Il sera également juge des Hyundai Music Awards. En juillet de la même année, il sort sous son label Dance and Love, une collaboration avec le duo Pio & Amedeo de Le Iene intitulée You Porn. En septembre, il publie Sunshine Girl, en collaboration avec Amii Stewart. Fin novembre sort sa collaboration avec DJ Spyne, Pippo Palmieri, Kenny Ray et DJ Matrix, remixée par Denny Berland, intitulée Before The End.
Egalement en collaboration avec DJ Matrix, il sort également le single extrait de l'album de ce dernier, Beyond Da Eyes, appelé Fall In Love, réalisé également grâce à la contribution de Paki.
En mars 2015, il est en tournée en Asie. Le 12 juin de la même année, il sort le single Showdown, chanté par Mr C et né de la collaboration avec Vic Palminteri, Daniele Autore, Nicolò Arquilla et l'américain Mr Shammi. Vic Palminteri et Roberto Molinaro ont réinterprété la chanson. À partir de 2016, il commence ses collaborations avec divers youtubeurs italiens. Le 15 juillet, cependant, sort le single Che ne sanno i 2000, en collaboration avec le rappeur Danti. À la fin de l'année, il a également sorti le single remix Fanno Bam de DJ Matrix, une chanson qui reprend la musicalité de la danse italienne dans une tonalité moderne.
Le 3 avril 2017, le single Tu sei sort, toujours en collaboration avec le rappeur Danti. Le 20 octobre, également de la même année, sort le single In The Town, en collaboration avec le chanteur américain Sergio Sylvestre (en), lauréat d'Amici 2016 ; Lodovica Comello, Paolo Ruffini et Melissa Satta apparaissent également dans la vidéo. Le soir du Nouvel An, le DJ présente pour 2018, son nouveau single avec le rappeur Junior Cally, qui est suivi du clip vidéo en février.
Le 29 mars 2019, le nouveau single intitulé Il calabrone sort dans toutes les radios avec la collaboration d'Edoardo Bennato et Thomas Bocchimpani, dont le texte a été écrit par le DJ lui-même avec Jacopo Ettore. 
Il travaille ensuite sur un nouvel album solo dont le titre sera Italian Disco et comprendra diverses collaborations de Gabry Ponte avec divers artistes. 
Monster sort le 19 avril, sa collaboration avec le DJ émergent LUM!X, qui devient l'une des chansons les plus écoutées sur Spotify.
En 2020, il revient en tant que juge dans la dix-neuvième édition d'Amici di Maria De Filippi, avec Vanessa Incontrada et Loredana Bertè.

### Années 2020
Le 7 mai 2021 il sort un nouveau single Thunder en collaboration avec le Dj autrichien LUM!X et du DJ italien  Prezioso, membre du groupe de trio de danse Prezioso & Marvin. La chanson est sorti via le label Spinnin' Records. Il atteint le top 10 aux Pays-Bas, en Norvège et en Suède.
En 2025, il participe au San Marino Song Contest, la sélection nationale saint-marinaise pour le Concours Eurovision de la chanson 2025 à Bâle, en Suisse, avec sa chanson Tutta l'Italia qui était par ailleurs le thème officiel du Festival de Sanremo 2025. Il remporte la présélection, devenant officiellement le représentant de Saint-Marin au Concours Eurovision de la chanson 2025 . Le jour du concours, il passe en 25e position après la France. À la fin des votes, il finit dernier (26e) avec 27 points. 

## Discographie

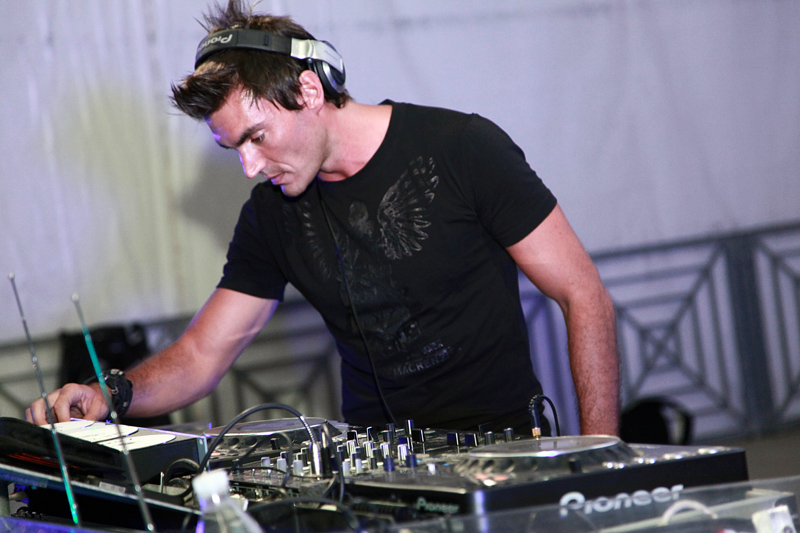
Gabre Ponte, 2011.

### Albums studio
| Titre                     | Année | Positions |
| Titre                     | Année | ITA       |
| ------------------------- | ----- | --------- |
| Gabry Ponte               | 2002  | 16        |
| Dottor Jekyll & Mister DJ | 2004  | 17        |
| Gabry2o                   | 2008  | 34        |

### Singles

#### Artiste principal
| Titre                                                                                        | Année | Positions | Positions | Positions | Positions | Positions | Positions | Positions | Positions | Positions | Positions | Album                                                  |
| Titre                                                                                        | Année | ITA       | ALL       | AUT       | BEL (FL)  | BEL (WAL) | FRA       | NOR       | P-B       | SUE       | SUI       | Album                                                  |
| -------------------------------------------------------------------------------------------- | ----- | --------- | --------- | --------- | --------- | --------- | --------- | --------- | --------- | --------- | --------- | ------------------------------------------------------ |
| Got to Get (Don Don)                                                                         | 2001  | —         | —         | —         | —         | —         | —         | —         | —         | —         | —         | Gabry Ponte                                            |
| Time to Rock                                                                                 | 2002  | 33        | —         | —         | —         | —         | —         | —         | —         | —         | —         | Gabry Ponte                                            |
| Music (avec Mario Fargetta featuring Carl)                                                   | 2002  | 75        | —         | —         | —         | —         | —         | —         | —         | —         | —         |                                                        |
| Geordie                                                                                      | 2002  | 9         | —         | —         | —         | —         | —         | —         | —         | —         | —         | Gabry Ponte                                            |
| De musica tonante                                                                            | 2003  | 13        | —         | —         | —         | —         | —         | —         | —         | —         | —         | Gabry Ponte                                            |
| The Man in the Moon                                                                          | 2003  | 30        | —         | —         | —         | —         | —         | —         | —         | —         | —         | Gabry Ponte                                            |
| Giulia (vs. DJ Lhasa)                                                                        | 2003  | 16        | —         | —         | —         | —         | —         | —         | —         | —         | —         |                                                        |
| La danza delle streghe                                                                       | 2003  | 7         | —         | —         | —         | —         | —         | —         | —         | —         | —         | Dottor Jekyll & Mister DJ                              |
| Dragostea din tei (vs. Haiducii)                                                             | 2003  | —         | —         | —         | —         | —         | —         | —         | —         | —         | —         |                                                        |
| Figli di Pitagora (featuring Little Tony)                                                    | 2004  | 13        | 66        | —         | —         | —         | —         | —         | —         | —         | —         | Dottor Jekyll & Mister DJ                              |
| Sin pararse (vs. Ye Man)                                                                     | 2004  | 20        | —         | —         | —         | —         | —         | —         | —         | —         | —         | DJ Set                                                 |
| Gam Gam (vs. Mauro Pilato & Max Monti present Gam Gam)                                       | 2004  | —         | —         | —         | —         | —         | —         | —         | —         | —         | —         |                                                        |
| Depends on You                                                                               | 2005  | 13        | —         | —         | —         | —         | —         | —         | —         | —         | —         | Dottor Jekyll & Mister DJ                              |
| La Libertà                                                                                   | 2006  | —         | —         | —         | —         | —         | —         | —         | —         | —         | —         |                                                        |
| Elektro Muzik Is Back                                                                        | 2006  | —         | —         | —         | —         | —         | —         | —         | —         | —         | —         | Modern Tech Noises According To Gabry Ponte            |
| U.N.D.E.R.G.R.O.U.N.D.                                                                       | 2006  | —         | —         | —         | —         | —         | —         | —         | —         | —         | —         | Modern Tech Noises According To Gabry Ponte            |
| The Point of No Return                                                                       | 2007  | —         | —         | —         | —         | —         | —         | —         | —         | —         | —         | Love Songs In The Digital Age According To Gabry Ponte |
| I Dream of You                                                                               | 2007  | —         | —         | —         | —         | —         | —         | —         | —         | —         | —         |                                                        |
| Bambina (vs. Paps'n'Skar)                                                                    | 2008  | —         | —         | —         | —         | —         | —         | —         | —         | —         | —         | Gabry2o                                                |
| Somebody Call Me (vs. Format-C)                                                              | 2008  | —         | —         | —         | —         | —         | —         | —         | —         | —         | —         | Gabry2o                                                |
| Ocean Whispers 2K9 (avec Paki)                                                               | 2009  | —         | —         | —         | —         | —         | —         | —         | —         | —         | —         | Gabry2o vol. II                                        |
| W la Guerra                                                                                  | 2009  | —         | —         | —         | —         | —         | —         | —         | —         | —         | —         | Gabry2o vol. II                                        |
| Dreams (vs. Format-C featuring 2 Brothers on the 4th Floor)                                  | 2009  | —         | —         | —         | —         | —         | —         | —         | —         | —         | —         | Gabry2o vol. II                                        |
| Vivi nell'aria (vs. DJ Matrix featuring Miani)                                               | 2009  | —         | —         | —         | —         | —         | —         | —         | —         | —         | —         | Gabry2o vol. II                                        |
| Don't Let Me Be Misunderstood (avec Cristian Marchi & Sergio D'Angelo featuring Andrea Love) | 2010  | —         | —         | —         | —         | —         | —         | —         | —         | —         | —         | Dance & Love Selection Vol. 1                          |
| Love 2 Party (vs. Spoonface)                                                                 | 2010  | —         | —         | —         | —         | —         | —         | —         | —         | —         | —         | Dance & Love Selection Vol. 2                          |
| Sexy DJ (In Da Club) (featuring Maya Days)                                                   | 2010  | —         | —         | —         | —         | —         | —         | —         | —         | —         | —         | Dance & Love Selection Vol. 3                          |
| Sono già solo (Remix) (vs. Modà)                                                             | 2010  | 51        | —         | —         | —         | —         | —         | —         | —         | —         | —         | Dance & Love Selection Vol. 3                          |
| Skyride (featuring Zhana)                                                                    | 2011  | —         | —         | —         | —         | —         | —         | —         | —         | —         | —         | Selection                                              |
| Que Pasa (avec Djs from Mars & Bellani & Spada)                                              | 2011  | —         | —         | —         | —         | —         | —         | —         | —         | —         | —         | Dance & Love Selection Vol. 4                          |
| Beat on My Drum (avec Sophia Del Carmen featuring Pitbull)                                   | 2012  | 85        | —         | —         | 30        | —         | —         | —         | —         | —         | —         | Selection                                              |
| Lovely on My Hand (vs. Dorotea Mele)                                                         | 2012  | —         | —         | —         | —         | —         | —         | —         | —         | —         | —         | Selection                                              |
| Tattaratta (featuring Darius & Finlay)                                                       | 2012  | —         | —         | —         | —         | —         | —         | —         | —         | —         | —         |                                                        |
| Imaginate (vs. La Familia Loca)                                                              | 2012  | —         | —         | —         | —         | —         | —         | —         | —         | —         | —         |                                                        |
| Fall in Love (vs. DJ Matrix)                                                                 | 2013  | —         | —         | —         | —         | —         | —         | —         | —         | —         | —         | Selection 2k14                                         |
| Sexy Swag (featuring Shaggy & Kenny Ray)                                                     | 2013  | —         | —         | —         | —         | —         | —         | —         | —         | —         | —         | Selection                                              |
| Dragostea din tei 2k13 (featuring Haiducii & Jeffrey Jey)                                    | 2013  | —         | —         | —         | —         | —         | —         | —         | —         | —         | —         |                                                        |
| Before the End (avec Spyne & Palmieri featuring Kenny Ray)                                   | 2013  | —         | —         | —         | —         | —         | —         | —         | —         | —         | —         | Selection 2k14                                         |
| Scream (avec Emanuel Nava)                                                                   | 2013  | —         | —         | —         | —         | —         | —         | —         | —         | —         | —         | Selection 2k14                                         |
| La fine del mondo (featuring Two Fingerz)                                                    | 2014  | 7         | —         | —         | —         | —         | —         | —         | —         | —         | —         | Selection 2k14                                         |
| Buonanotte giorno                                                                            | 2014  | 7         | —         | —         | —         | —         | —         | —         | —         | —         | —         |                                                        |
| Showdown                                                                                     | 2015  | —         | —         | —         | —         | —         | —         | —         | —         | —         | —         |                                                        |
| Che ne sanno i 2000 (featuring Danti)                                                        | 2016  | 22        | —         | —         | —         | —         | —         | —         | —         | —         | —         |                                                        |
| Tu sei (featuring Danti)                                                                     | 2017  | 45        | —         | —         | —         | —         | —         | —         | —         | —         | —         |                                                        |
| In The Town (featuring Sergio Sylvestre)                                                     | 2017  | —         | —         | —         | —         | —         | —         | —         | —         | —         | —         |                                                        |
| Quando arrivo io (featuring Junior Cally)                                                    | 2018  | —         | —         | —         | —         | —         | —         | —         | —         | —         | —         |                                                        |
| Ghostblaster (avec DJ Matrix featuring Mambo Losco & Nashley)                                | 2018  | —         | —         | —         | —         | —         | —         | —         | —         | —         | —         | Musica Da Giostra Vol. 5                               |
| Tanja (avec Pop X)                                                                           | 2018  | —         | —         | —         | —         | —         | —         | —         | —         | —         | —         | Dance Lab                                              |
| Felicità                                                                                     | 2018  | —         | —         | —         | —         | —         | —         | —         | —         | —         | —         | Dance Lab                                              |
| Salgo Sul Palc (avec DJ Matrix & Nashley)                                                    | 2018  | —         | —         | —         | —         | —         | —         | —         | —         | —         | —         | Dance Lab                                              |
| La casa degli specchi (avec M¥SS KETA)                                                       | 2019  | —         | —         | —         | —         | —         | —         | —         | —         | —         | —         |                                                        |
| Il calabrone (featuring Edoardo Bennato & Thomas)                                            | 2019  | —         | —         | —         | —         | —         | —         | —         | —         | —         | —         |                                                        |
| Night Club (avec Jacopo Et)                                                                  | 2019  | —         | —         | —         | —         | —         | —         | —         | —         | —         | —         |                                                        |
| Monster (avec LUM!X)                                                                         | 2019  | —         | 20        | 52        | —         | 37        | 10        | —         | —         | —         | 55        |                                                        |
| The Passenger (LaLaLa) (avec LUM!X & Mokaby & D.T.E)                                         | 2020  | —         | 58        | 47        | —         | —         | 140       | —         | —         | —         | —         |                                                        |
| Opera (avec La Diva)                                                                         | 2020  | —         | —         | —         | —         | —         | —         | —         | —         | —         | —         |                                                        |
| Lonely (avec Jerome)                                                                         | 2020  | —         | 77        | —         | —         | —         | —         | —         | —         | —         | —         |                                                        |
| Déjà Vu (avec Proyecto Fenomeno featuring Deivys)                                            | 2020  | —         | —         | —         | —         | —         | —         | —         | —         | —         | —         |                                                        |
| Ameno (Dorime) (avec Marnik & Roberto Molinaro)                                              | 2020  | —         | —         | —         | —         | —         | —         | —         | —         | —         | —         |                                                        |
| Scare Me (avec LUM!X & KSHMR featuring Karra)                                                | 2020  | —         | —         | —         | —         | —         | —         | —         | —         | —         | —         |                                                        |
| Like a Prayer (avec Galwaro & Lizot featuring Charla K)                                      | 2020  | —         | —         | —         | —         | —         | —         | —         | —         | —         | —         |                                                        |
| Mad World (avec Timmy Trumpet)                                                               | 2020  | —         | —         | —         | —         | —         | —         | —         | —         | —         | —         |                                                        |
| From Now On (featuring Charlott Boss)                                                        | 2020  | —         | —         | —         | —         | —         | —         | —         | —         | —         | —         |                                                        |
| Give My All                                                                                  | 2020  | —         | —         | —         | —         | —         | —         | —         | —         | —         | —         |                                                        |
| Golden (avec Blasterjaxx featuring Riell)                                                    | 2021  | —         | —         | —         | —         | —         | —         | —         | —         | —         | —         |                                                        |
| Oh La La (avec MOTi featuring Mougleta)                                                      | 2021  | —         | —         | —         | —         | —         | —         | —         | —         | —         | —         |                                                        |
| Going Down (avec Lucky Luke & Kevin Palms)                                                   | 2021  | —         | —         | —         | —         | —         | —         | —         | —         | —         | —         |                                                        |
| All That She Wants (avec Sølo & Kush Kush)                                                   | 2021  | —         | —         | —         | —         | —         | —         | —         | —         | —         | —         |                                                        |
| Thunder (avec LUM!X & Prezioso)                                                              | 2021  | 42        | 79        | 36        | 4         | 5         | 18        | 5         | 14        | 7         | 20        |                                                        |
| Rabbit Hole (avec Lizot)                                                                     | 2021  | —         | —         | —         | —         | —         | —         | —         | —         | —         | —         |                                                        |
| Superman (avec Roberto Molinaro)                                                             | 2021  | —         | —         | —         | —         | —         | —         | —         | —         | —         | —         |                                                        |
| The Portrait (Ooh La La) (avec R3hab)                                                        | 2021  | —         | —         | —         | —         | —         | —         | —         | —         | —         | —         |                                                        |
| The Feeling (avec Henri PFR)                                                                 | 2021  | —         | —         | —         | —         | 40        | —         | —         | —         | —         | —         |                                                        |
| Beyonce (avec MATTN & Mad City)                                                              | 2021  | —         | —         | —         | —         | —         | —         | —         | —         | —         | —         |                                                        |
| Can't Get Over You (avec Aloe Blacc)                                                         | 2021  | —         | —         | —         | —         | —         | —         | —         | —         | —         | —         |                                                        |
| Call Me (avec R3hab & Timmy Trumpet)                                                         | 2022  | —         | —         | —         | —         | —         | —         | —         | 80        | —         | —         |                                                        |
| Hasta la Vista (avec Blasterjaxx)                                                            | 2022  | —         | —         | —         | —         | —         | —         | —         | —         | —         | —         |                                                        |
| Lightning Strikes (avec Justus)                                                              | 2022  | —         | —         | —         | —         | —         | —         | —         | —         | —         | —         |                                                        |
| The Finger (featuring Georgia Ku)                                                            | 2022  | —         | —         | —         | —         | —         | —         | —         | —         | —         | —         |                                                        |
| Killing Me Softly (avec Djs from Mars)                                                       | 2022  | —         | —         | —         | —         | —         | —         | —         | —         | —         | —         | Club Weapons Vol. 1                                    |
| Lo Nevosh (avec Veni Vici & Zafrir)                                                          | 2022  | —         | —         | —         | —         | —         | —         | —         | —         | —         | —         |                                                        |
| We Could Be Together (avec LUM!X & Daddy DJ)                                                 | 2022  | 93        | —         | —         | 27        | —         | 96        | —         | 34        | —         | —         |                                                        |
| Superstars (avec Kiddo & Kid Vincent)                                                        | 2022  | —         | —         | —         | —         | —         | —         | —         | —         | —         | —         |                                                        |
| Another Night (avec Conor Maynard & Jayover)                                                 | 2022  | —         | —         | —         | —         | —         | —         | —         | —         | —         | —         |                                                        |
| Never Be Alone (avec Sash!)                                                                  | 2022  | —         | —         | —         | —         | —         | —         | —         | —         | —         | —         |                                                        |
| With You (avec JP Cooper)                                                                    | 2022  | —         | —         | —         | —         | —         | —         | —         | —         | —         | —         |                                                        |
| Rely on Me (avec Sigala & Alex Gaudino)                                                      | 2022  | —         | —         | —         | —         | —         | —         | —         | —         | —         | —         |                                                        |
| Dance Dance (featuring Alessandra)                                                           | 2023  | —         | —         | —         | —         | —         | —         | —         | —         | —         | —         |                                                        |
| Forget You (avec LUM!X & Alida)                                                              | 2023  | —         | —         | —         | —         | —         | —         | —         | —         | —         | —         |                                                        |
| Coca-Cola (featuring Louis III)                                                              | 2023  | —         | —         | —         | —         | —         | —         | —         | —         | —         | —         |                                                        |
| One By One (avec Hosanna)                                                                    | 2023  | —         | —         | —         | —         | —         | —         | —         | —         | —         | —         |                                                        |
| Vamos a Bailar (avec Paola & Chiara & Tiziano Ferro)                                         | 2023  | —         | —         | —         | —         | —         | —         | —         | —         | —         | —         |                                                        |
| Sunglasses at Night (avec Don Diablo)                                                        | 2023  | —         | —         | —         | —         | —         | —         | —         | —         | —         | —         |                                                        |
| In the Club (avec Jayover)                                                                   | 2023  | —         | —         | —         | —         | —         | —         | —         | —         | —         | —         |                                                        |
| Easy on My Heart                                                                             | 2023  | —         | —         | —         | —         | —         | —         | —         | —         | —         | —         |                                                        |
| Damage (avec Vini Vici)                                                                      | 2023  | —         | —         | —         | —         | —         | —         | —         | —         | —         | —         |                                                        |
| Destination Infinity (featuring Datura)                                                      | 2023  | —         | —         | —         | —         | —         | —         | —         | —         | —         | —         |                                                        |
| Shining (avec Onesolo)                                                                       | 2023  | —         | —         | —         | —         | —         | —         | —         | —         | —         | —         |                                                        |
| Pump Up the Jam (avec Hosanna)                                                               | 2023  | —         | —         | —         | —         | —         | —         | —         | —         | —         | —         |                                                        |
| Losing You (avec Bshp & Joe Cleere)                                                          | 2023  | —         | —         | —         | —         | —         | —         | —         | —         | —         | —         |                                                        |
| Hated On (Funkatron) (avec Robbie Rivera)                                                    | 2024  | —         | —         | —         | —         | —         | —         | —         | —         | —         | —         |                                                        |
| Crusade                                                                                      | 2024  | —         | —         | —         | —         | —         | —         | —         | —         | —         | —         |                                                        |
| Turn Me On (avec Damante)                                                                    | 2024  | —         | —         | —         | —         | —         | —         | —         | —         | —         | —         |                                                        |
| Let You Down (avec DVBBS featuring Sofiloud)                                                 | 2024  | —         | —         | —         | —         | —         | —         | —         | —         | —         | —         |                                                        |
| In My Mind (avec Giuseppe Ottaviani featuring Malou)                                         | 2024  | —         | —         | —         | —         | —         | —         | —         | —         | —         | —         |                                                        |
| Tarantella (avec KEL)                                                                        | 2024  | —         | —         | —         | —         | —         | —         | —         | —         | —         | —         |                                                        |
| Convivium (avec T78)                                                                         | 2024  | —         | —         | —         | —         | —         | —         | —         | —         | —         | —         |                                                        |
| Mockingbird (avec Tiësto & Dimitri Vegas & Like Mike)                                        | 2024  | —         | —         | —         | —         | —         | —         | —         | —         | —         | —         |                                                        |
| "—" signifie que le single ne s'est pas classé ou n'est pas sorti dans le pays               |       |           |           |           |           |           |           |           |           |           |           |                                                        |

#### Artiste en featuring
| Titre                                              | Année | Album          |
| -------------------------------------------------- | ----- | -------------- |
| Sunshine Girl (Amii Stewart featuring Gabry Ponte) | 2013  | Selection 2k14 |

### Remixes
1994
- Da Blitz - Let Me Be (DJ Gabriele Ponte Remix)
- Molella - Change (DJ Gabry Ponte & MTJ Capuano Trance Remix)
- Da Blitz - Take My Way (DJ Gabry Ponte Remix)
- Da Blitz - Stay With Me (DJ Gabry Ponte Club Mix)

1995
- La Fortuna - No Quiero Ver (DJ Gabry Ponte Ladaivia Remix)
- Bliss Team - You Make Me Cry (DJ Gabry Ponte Remix)
- Da Blitz - Take Me Back (DJ Gabry Ponte : The Mystic Cut / Slow Motion Cut / Classic Cut)
- Vandana - In The Name Of Love (DJ Gabry Ponte Main Mix / Speed Mix)
- Da Blitz - Movin' On (DJ Gabry Ponte Club Mix / Power Mix)
- Blyzart - This Is The Time (DJ Gabry Ponte Mix)
- Kinky Noise - Super Trouper (Club Mix - DJ Gabry Ponte Cut)
- Sangwara - Gangsta's Paradise (DJ Ponte Dance Mix)

1996
- Sangwara - Killing Me Softly (DJ Ponte Dance Cut)
- Vandana - I'm In Love (DJ Gabry Ponte 92's Extract Mix / The Summer Extract Mix / Voyager Cut)
- Da Blitz - I Believe (DJ Gabry Ponte Classic Mix)
- Da Blitz - To Live Forever (DJ Gabry Ponte Mix / NRG Mix)
- Sangwara - Bohemian Rhapsody (DJ Ponte London Cut / Slow Mix)
- Bliss Team - You Make Me Cry (DJ Gabry Ponte Underground Remix)

1997
- Da Blitz - The Light Of Love (DJ Gabry Ponte Club Mix)
- Sangwara - Don't Speak (DJ Gabry Ponte Remix)
- Karmah - Your Woman (DJ Gabry Ponte Dance Mix / Down Beat Mix)
- Bliss Team - With or Without You (DJ Gabry Ponte Club Mix / Ambient Club)
- Life Creator - Christmas Time (DJ Ponte Happy Mix)

1998
- Full Sex - Pump In, Take It Out (DJ Ponte Remix)
- Shaïna - I Don't Care (DJ Gabry Ponte & Mimmo Mix Remix)
- Da Blitz - Love & Devotion (DJ Ponte Club Mix)
- The Copymaster - Snow On The Sahara (DJ Ponte Remix)
- Work In Dance - Thank You (DJ Ponte Remix)
- Work In Dance - Crush (DJ Ponte House Pop Mix)
- Sangwara - Find A Way (DJ Gabry Ponte Club Mix / Cleveland Cut / Classix Mix)
- Eiffel 65 - Blue (Da Ba Dee) (DJ Ponte Ice Pop Mix)
- Eiffel 65 - Too Much Of Heaven (DJ Gabry Ponte Mix / Club Remix)
- Eiffel 65 - Move Your Body (DJ Gabry Ponte Mix / Club Mix / Speed Cut)
- Eiffel 65 - My Console (Gabry Ponte Console Remix)
- Calcutta - Calcutta (Gabry Ponte Mystic Club Mix)
- The Copymaster - Narcotic (DJ Ponte Remix)

2000
- Parcivalia - De Musica Tonante (Gabry Ponte Omnia Mix)
- 883 - Viaggio Al Centro Del Mondo (Eiffel 65 Remix - Gabry Ponte Radio Cut)
- Lutricia McNeal - Fly Away (DJ Gabry Ponte Ice Pop Remix)
- Eiffel 65 - Back In Time (DJ Gabry Ponte Club Mix / Kolla Mix)
- Zorotl - I Wanna Be (DJ Ponte Space Mix)

2001
- Eiffel 65 featuring Franco Battiato - 80's Stars (Gabry Ponte Power Mix)
- Eiffel 65 - Lucky (In My Life) (Gabry Ponte Club Mix)
- Lady Bouncer - Dirty Mary (Gabry Ponte Power Mix)

2002
- Zucchero Sugar Fornaciari - Sento Le Campane (Gabry Ponte Mix)
- A'N'N (Amy & Nelly DJ) - My Generation (Hulalala) (Gabry Ponte Remix)
- Eiffel 65 - Cosa Resterà (In A Song) (Gabry Ponte Mix)
- Lady Bouncer - 3-2-1-Zero (Gabry Ponte Remix)
- DB Boulevard - Point of View (Molella vs. Gabry Ponte Remix)

2003
- Eiffel 65 - Quelli Che Non Hanno Eta' (Gabry Ponte Power Mix)
- Safeway - Fallin' (Gabry Ponte Remix)
- Forever Young - We Will Rock You (Gabry Ponte Remix)
- Karisma featuring Yuri N-Joy - La Tribù Della Notte (Gabry Ponte Remix)
- Hellen - La Musica Che Batte (Gabry Ponte Remix)
- Eminem - Cleanin' Out My Closet (Gabry Ponte Remix)
- Gianni Coletti - Gimme Fantasy (Gabry Ponte Remix)
- Kronos - Magica Europa (Gabry Ponte Remix)
- Elio E Le Storie Tese - Shpalman (Gabry Ponte Remix)
- Haiducii - Dragostea din tei (Haiducii vs. Gabry Ponte Remix)
- DJ Bouncer - Brainstorm (Gabry Ponte Tech Mix)

2004
- Mauro Pilato & Max Monti present Gam Gam - Gam Gam (Gam Gam vs. Gabry Ponte Remix)
- Hellen - Vedo & Sento (Gabry Ponte Remix)
- Karisma - The Tribe Will Never Die (Gabry Ponte Remix)
- Notorious - Musica Gagliarda (Gabry Ponte Remix)
- Haiducii - Mne S Toboy Horosho (Nara Nara Na Na) (Gabry Ponte Remix)
- Whigfield - Was A Time (Gabry Ponte Remix)

2005
- Liquido - Ordinary Life (Gabry Ponte Remix)
- Ilona Mitrecey - Un monde parfait (Gabry Ponte Remix)
- Tommy Vee - Anthouse (Don't Be Blind) (Gabry Ponte Remix)
- Paolo Meneguzzi - Sara (Gabry Ponte Dance Remix)
- DJ Project - Lumea Ta (Club Version Gabry Ponte Remix)
- Povia - I Bambini Fanno Oh (Gabry Ponte Remix)

2006
- Danijay - I Fiori Di Lillà (Gabry Ponte Remix)
- Karmah - Tom's Diner (DJ Gabry Ponte Remix)
- Prezioso & Marvin - Survival (Gabry Ponte Remix)
- Karmah - Just Be Good To Me (Every Breath You Take) (DJ Gabry Ponte Remix)

2007
- Whigfield - Think of You (Gabry Ponte Remix)

2008
- Marracash - Badabum Cha Cha (Gabry Ponte & Paki Remix)
- Andrew See - Special Groove (Gabry Ponte Remix)
- Federico Franchi - Pears (Gabry Ponte vs. Paki Remix)
- MLA - Screams In The Night (Gabry Ponte Remix)
- Gabry Ponte - The Man In The Moon 2008 (Gabry vs. Paki Remix)
- Roberto Molinaro - Concept of Ameno (Gabry & Paki Remix)
- Format-C vs. Gabry Ponte - Somebody Called Me (Gabry Ponte Remix)

2009
- Eiffel 65 - Blue 2009 (Da Ba Dee) (Gabry Ponte Remix)
- Bacon Popper - Free (Gabry Ponte & Paki Remix)
- J Nitti featuring Sarah C - Body & Soul (Gabry Ponte & Sergio D'Angelo Remix)
- MYPD - Ain't That Enough (Gabry Ponte & Phaxo Remix)
- Spencer and Hill - Cool (Gabry Ponte Remix)

2010
- Eiffel 65 - Move Your Body 2010 (Gabry Ponte Rework)
- Modà vs. Gabry Ponte - Ono già solo (Gabry Ponte Remix)
- Matteo Maddè feat. Jean Diarra vs. Gabry Ponte - Fire (Gabry Ponte Remix)
- Fabietto Cataneo featuring Lady Trisha - In the Beach (Gabry Ponte vs. Ivan B Remix)
- Edward Maya & Vika Jigulina - Stereo Love (Gabry Ponte Remix)
- Andrea Tarsia featuring Majuri - I'm The One (Gabry Ponte vs. Paki & Jaro Remix)
- La Miss - Something I Should Know (Gabry Ponte Summer Mix)
- Gabry Ponte & Cristian Marchi & Sergio D'Angelo featuring Andrea Love - Don't Let Me Be Misunderstood (Gabry Ponte Vintage Remix)

2011
- Brooklyn Bounce & Maurizio Gubellini - Bass, Beats & 5 Seconds (Gabry Ponte Remix)
- Alexandra Stan - Mr. Saxobeat (Gabry Ponte Remix)
- Djs from Mars featuring Fragma - Insane (In Da Brain) (Gabry Ponte Remix)

2012
- Gabry Ponte & Djs from Mars & Bellani & Spada - Que Pasa (Gabry Ponte Remix)
- Gabry Ponte & Sophia Del Carmen featuring Pitbull - Beat on My Drum (Gabry Ponte Club Mix)
- Dorotea Mele vs. Gabry Ponte - Lovely on My Hand (Gabry Ponte Remix)

2014
- Elisa - L'Anima Vola (Gabry Ponte Remix)
- Emis Killa - Maracana (Gabry Ponte Remix)

2015
- Axwell Λ Ingrosso - Something New (Gabry Ponte Remix)

2016
- Indaqo - Boom Boom Boom (Gabry Ponte Remix)
- DJ Matrix & Paps'n'Skar featuring Vise - Fanno Bam (Gabry Ponte Remix)

2017
- Francesco Gabbani - Occidentali's Karma (Gabry Ponte Remix)

2019
- Lucas & Steve featuring Haris - Perfect (Gabry Ponte Remix)
- DJ Matrix & Matt Joe featuring Skioffi - Red Devils (Gabry Ponte Remix)
- DJ Ross feat. Kumi - La Vie (Gabry Ponte Remix)

2020
- Harris & Ford - Rockin' Around the Christmas Tree (Gabry Ponte Edit Mixed)
- Maggie Lindemann - Pretty Girl (Gabry Ponte & LUM!X & Paul Gannon Remix)

2021
- Jean Juan featuring Young Jae - Sauce (Gabry Ponte Remix)
- Gloria Gaynor - I Will Survive (Gabry Ponte Funk'n'love Remix)
- Timmy Trumpet & Afrojack - Stay Mine (Gabry Ponte Remix)
- Tungevaag featuring Kid Ink - Ride With Me (Gabry Ponte Remix)
- A7S - Nirvana (LUM!X & Gabry Ponte Remix)
- Gabry Ponte - Give My All (Gabry Ponte & R3SPAWN Remix)
- Jolin & Steve Aoki & MAX - Equal in the Darkness (Gabry Ponte Remix)
- LUM!X & Mokaby & D.T.E. & Gabry Ponte - The Passenger (LaLaLa) (Gabry Ponte Festival Mix)
- Gabry Ponte & Aloe Blacc - Can't Get Over You (Gabry Ponte Festival Mix)

2022
- Gabry Ponte & LUM!X & Prezioso - Thunder (Gabry Ponte Festival Mix)
- Afrojack & Steve Aoki featuring Miss Palmer - No Beef (Gabry Ponte Remix)
- Pascal Letoublon featuring Leony - Friendships (Lost My Love) (Gabry Ponte Remix)
- Sigala & Talia Mar - Stay The Night (Gabry Ponte Remix)
- Frank Walker & Sam Feldt featuring Zak Abel - Madness (Gabry Ponte Remix)
- Gabry Ponte & Djs from Mars - Killing Me Softly (Gabry Ponte Remix)
- David Guetta & Bebe Rexha - I'm Good (Blue) (Gabry Ponte Remix)
- Ofenbach featuring Fast Boy - Love Me Now (Gabry Ponte Remix)

2023
- Gabry Ponte featuring Alessandra - Dance Dance (Gabry Ponte VIP Mix)
- Switch Disco & Ella Henderson - React (Gabry Ponte Remix)
- Delerium featuring Sarah McLachlan - Silence (Gabry Ponte & R3SPAWN Remix)
- Alessandra - Queen of Kings (Gabry Ponte Remix)
- Gabry Ponte & Hosanna - One By One (Gabry Ponte VIP Mix)
- Bennett - Vois sur ton chemin (Gabry Ponte & R3SPAWN Remix)
- LUM!X & Gabry Ponte - Monster (Gabry Ponte 2023 Remix)
- Gabry Ponte - Easy On My Heart (Gabry Ponte VIP Mix)
- El Columpio Asesino - Toro (Gabry Ponte Remix)
- DVBBS & Borgeous - Tsunami (Gabry Ponte Remix)